# Denied (film)
Denied to niezależny kanadyjski film fabularny z 2004 roku, napisany i wyreżyserowany przez Davida Paula Scotta. Opowiada historię skrytego homoseksualisty (w tej roli Lee Rumohr), żywiącego nieszczęsne uczucia do swojego współlokatora (Matt Sadowski). Tytuł filmu wiąże się z fabułą i odnosi się do zaprzeczenia własnej orientacji. Roboczy tytuł brzmiał Troy Denied. Premiera projektu odbyła się 24 lipca 2004.

## Opis fabuły
Troy, były kapitan drużyny futbolowej i szkolny gwiazdor sportu, mieszka ze swoim współlokatorem Merrickiem w niedużym domu. Gdy tylko nie towarzyszy im dziewczyna Merricka, młodzi mężczyźni spędzają ze sobą każdą wolną chwilę. Troy − wzór męskości − jest homoseksualistą skrywającym własną orientację. Podkochuje się w Merricku, którego często odwiedza nocą w sypialni. Ich upojne, przepełnione namiętnym seksem noce nie stanowią dla Merricka niczego nadzwyczajnego − chłopak nie wierzy w swój pociąg do osób tej samej płci. Jego nastawienie głęboko rani Troya, który pragnie wejść z lokatorem w związek uczuciowy. Troy zmaga się z frustracją, goryczą i nienaturalną dla siebie bezsilnością.

## Obsada
- Lee Rumohr − Troy
- Matt Sadowski (w czołówce jako Matt Austin) − Merrick
- Matthew Finlason − Fowler
- Sarah Kanter (w czołówce jako Sahrah Kanter) − Stacey
- Nathalie Toriel − Donna
- Stefan Brogren − Donald
- Christina Sicoli − Demi
- Anne Page (w czołówce jako Ann Tager Page) − wróżka

## Produkcja
Roboczy tytuł filmu brzmiał Trey Denied. Obraz kręcono w Oshawie w kanadyjskiej prowincji Ontario.